# Дискография на Бийонсе

## Студийни албуми
| Заглавие             | Детайли | Позиция в класация  | Позиция в класация                                                             | Позиция в класация | Позиция в класация | Позиция в класация | Позиция в класация | Позиция в класация | Позиция в класация | Позиция в класация | Позиция в класация | Продажби                                                                        | Сертификати |    |   |                                                                                  | |
| -------------------- | --- | ------------------- | ------------------------------------------------------------------------------ | ------------------ | ------------------ | ------------------ | ------------------ | ------------------ | ------------------ | ------------------ | ------------------ | ------------------------------------------------------------------------------- | --- | -- | - | -------------------------------------------------------------------------------- | --- |
| Заглавие             | Детайли | Dangerously in Love | - Издаден: 20 юни 2003 - Формат: CD, дигитален формат, LP - Компания: Columbia | 1                  | 2                  | 1                  | 14                 | 1                  | 16                 | 8                  | 2                  | Продажби                                                                        | Сертификати | 11 | 1 | Свят: 11 000 000 - : 5 000 000 - : 1 200 000 - : 210 000 - : 100 000 - : 300 000 | - : 6 пъти платинен - : 4 пъти платинен - : 3 пъти платинен - : Платинен - : 2 пъти златен - : Платинен - : Платинен - : Златен - : Платинен |
| B'Day                | - Издаден: 4 септември 2006 - Формат: CD, CD/DVD, DVD, дигитален формат, LP - Компания: Columbia, Sony Urban Music              | 1                   | 1                                                                              | 1                  | 12                 | 5                  | 10                 | 8                  | 2                  | 15                 | 3                  | Свят: 8 000 000 - : 3 400 000 - : 385 078 - : 100 000 - : 100 000               | - : 6 пъти платинен - : Платинен+Златен - : Платинен - : Платинен - : Златен - : Златен - : Платинен - : Златен                                     |    |   |                                                                                  | |
| I Am... Sasha Fierce | - Издаден: 15 ноември 2008 - Формат: CD, CD/DVD, DVD, дигитален формат, LP - Компания: Columbia, Music World                    | 1                   | 3                                                                              | 6                  | 20                 | 17                 | 16                 | 3                  | 7                  | 5                  | 2                  | Свят: 8 000 000 - : 3 200 000 - : 1 500 000 - : 210 000 - : 240 000 - : 200 000 | - : 6 пъти платинен - : 6 пъти платинен - : 3 пъти платинен - : 3 пъти платинен - : Платинен - : Платинен - : 3 пъти платинен - : Златен - : Златен |    |   |                                                                                  | |
| 4                    | - Издаден: 28 юни 2011 - Формат: CD, дигитален формат, LP - Компания: Columbia, Parkwood                                        | 1                   | 2                                                                              | 3                  | 1                  | 5                  | 4                  | 3                  | 1                  | 1                  | 1                  | Свят: 3 000 000 - : 1 550 000 - : 670 000                                       | - : 4 пъти платинен - : 3 пъти платинен - : Платинен - : Златен - : Златен - : Златен - : Златен                                                    |    |   |                                                                                  | |
| Beyoncé              | - Издаден: 13 декември 2013 - Формат: CD, CD/DVD, DVD, CD/Blu-ray, Blu-ray, дигитален формат, LP - Компания: Columbia, Parkwood | 1                   | 1                                                                              | 1                  | 13                 | 11                 | 14                 | 2                  | 4                  | 27                 | 2                  | Свят: 5 000 000 - : 2 300 000 - : 418 000 - : 100 000                           | - : 5 пъти платинен - : Платинен - : Платинен - : Платинен - : Златен - : Платинен - : Златен                                                       |    |   |                                                                                  | |
| Lemonade             | - Издаден: 6 май 2016 - Формат: CD, CD/DVD, дигитален формат, LP - Компания: Columbia, Parkwood                                 | 1                   | 1                                                                              | 1                  | 7                  | 3                  | 5                  | 1                  | 2                  | 1                  | 1                  | Свят: 3 000 000 - : 1 700 000 - : 500 000 - : 110 000                           | - : 3 пъти платинен - : Платинен - : Платинен - : Платинен - : Златен - : Златен - : Златен - : Платинен                                            |    |   |                                                                                  | |
| Renaissance          | - Издаден: 29 юли 2022 г. - Формат: дигитално сваляне, стрийминг, LP - Компания: Columbia, Parkwood                             | 1                   | 1                                                                              | 1                  | 1                  | 2                  | 2                  | 1                  | 3                  | 1                  | 1                  | Свят: 2 500 000 - : 1 000 000                                                   | - : Платинен - : Сребърен - : Платинен - : Платинен - : Златен - : Платинен                                                                         |    |   |                                                                                  | |
| Cowboy Carter        | - Издаден: 29 март 2024 г. - Формат: дигитално сваляне, стрийминг, LP - Компания: Columbia, Parkwood                            | 1                   | 1                                                                              | 1                  | 1                  | 1                  | 6                  | 1                  | 1                  | 1                  | 1                  | - : 500 000                                                                     | - : Сребърен - : Златен - : Златен - : Платинен |    |   |                                                                                  | |

### Миниалбуми / ЕP-та
| Детайли                                                                                         | Позиция в класация                                                                                        | Позиция в класация | Позиция в класация | Позиция в класация | Позиция в класация | Позиция в класация | Позиция в класация | Позиция в класация | Позиция в класация | Позиция в класация | Продажби     |   |            |
| ----------------------------------------------------------------------------------------------- | --- | ------------------ | ------------------ | ------------------ | ------------------ | ------------------ | ------------------ | ------------------ | ------------------ | ------------------ | ------------ | - | ---------- |
| Детайли                                                                                         | Irreemplazable - Издаден: 28 август 2007 - Формат: CD, CD/DVD, DVD, дигитален формат - Компания: Columbia | 105                | —                  | —                  | —                  | —                  | —                  | —                  | —                  | —                  | Продажби     | — | - : 57 000 |
| Heat - Издаден: 3 Фебруари, 2011 - Формат: CD - Компания: Columbia                              | — | —                  | —                  | —                  | —                  | —                  | —                  | —                  | —                  | —                  |              |   |            |
| 4: The Remix - Издаден: 23 април 2012 - Формат: дигитален формат - Компания: Columbia, Parkwood | 181 | —                  | —                  | —                  | —                  | —                  | —                  | —                  | —                  | —                  | - : Сребърен |   |            |
| More Only - Издаден: 24 ноември 2014 - Формат: дигитален формат - Компания: Columbia, Parkwood  | 8 | —                  | —                  | —                  | —                  | —                  | —                  | 24                 | —                  | 41                 | - : 43 000   |   |            |

### Саундтрак албуми
| Детайли | Позиция в класация                                                                   | Позиция в класация | Позиция в класация | Позиция в класация | Позиция в класация | Позиция в класация | Позиция в класация | Позиция в класация | Позиция в класация | Позиция в класация | Продажби | Сертификации |   |               |              |
| ------- | ------------------------------------------------------------------------------------ | ------------------ | ------------------ | ------------------ | ------------------ | ------------------ | ------------------ | ------------------ | ------------------ | ------------------ | -------- | ------------ | - | ------------- | ------------ |
| Детайли | Dreamgirls - Издаден: 5 декември 2006 - Формат: CD - Компания: Columbia, Music World | 1                  | 15                 | —                  | 65                 | 28                 | —                  | —                  | —                  | 27                 | Продажби | Сертификации | — | - : 2 000 000 | - : Платинен |

### Компилации
| Заглавие                                          | Детайли                                                                                               | Продажби                |
| ------------------------------------------------- | --- | ----------------------- |
| Above and Beyoncé: Video Collection & Dance Mixes | - Издаден: 16 юни 2009 - Формат: CD, дигитален формат - Компания: Columbia                            | - : 14 000 - : Сребърен |
| Beyoncé: Platinum Edition                         | - Издаден: 24 ноември 2014 - Формат: CD, CD/DVD, DVD, дигитален формат - Компания: Columbia, Parkwood |                         |

### Лайв албуми
| Детайли | Позиция в класация                                                                  | Позиция в класация | Позиция в класация | Позиция в класация | Позиция в класация | Продажби                          | Сертификации                                       |   |             |                                                    |
| --- | ----------------------------------------------------------------------------------- | ------------------ | ------------------ | ------------------ | ------------------ | --------------------------------- | -------------------------------------------------- | - | ----------- | -------------------------------------------------- |
| Детайли | Live at Wembley - Издаден: 27 април 2004 - Формат: CD/DVD, DVD - Компания: Columbia | 17                 | —                  | 59                 | 73                 | Продажби                          | Сертификации                                       | — | - : 246 000 | - : 2 пъти платинен - : Златен - : 2 пъти платинен |
| The Beyoncé Experience Live - 19 ноември 2007 - Формат: CD/DVD, DVD, дигитален формат - Компания: Columbia                              | —                                                                                   | —                  | —                  | —                  | —                  | - : 460 000 - : 25 000 - : 30 000 | - : 3 пъти платинен - : Златен - : 2 пъти платинен |   |             |                                                    |
| I Am... Yours: An Intimate Performance at Wynn Las Vegas - 23 ноември 2009 - Формат: CD/DVD, DVD, дигитален формат - Компания: Columbia | —                                                                                   | 117                | 85                 | —                  | —                  | - : 200 000                       | - : 2 пъти платинен - : Златен                     |   |             |                                                    |
| I Am... World Tour - 26 ноември 2009 - Формат: CD/DVD, DVD, дигитален формат - Компания: Columbia                                       | —                                                                                   | —                  | —                  | —                  | —                  | - : 200 000                       | - : 2 пъти платинен - : Златен - : Платинен        |   |             |                                                    |
| I Am... World Tour - 26 ноември 2009 - Формат: CD/DVD, DVD, дигитален формат - Компания: Columbia                                       |                                                                                     |                    |                    |                    |                    |                                   | - : Златен                                         |   |             |                                                    |

## Сингли
| Година           | Заглавие                                                                      | Позиция в класация | Позиция в класация                       | Позиция в класация | Позиция в класация | Позиция в класация | Позиция в класация | Позиция в класация | Позиция в класация | Позиция в класация | Позиция в класация | Сертификации | Албум                               |   |   |                                                                                                  |                     |
| ---------------- | ----------------------------------------------------------------------------- | ------------------ | ---------------------------------------- | ------------------ | ------------------ | ------------------ | ------------------ | ------------------ | ------------------ | ------------------ | ------------------ | --- | ----------------------------------- | - | - | ------------------------------------------------------------------------------------------------ | ------------------- |
| Година           | Заглавие                                                                      | 2003               | „Crazy in Love“ (с участието на Джей Зи) | 1                  | 2                  | 2                  | 21                 | 6                  | 5                  | 2                  | 3                  | Сертификации | Албум                               | 4 | 1 | - : 6 пъти платинен - : Платинен - : Платинен - : 3 пъти платинен - : 2 пъти платинен - : Златен | Dangerously in Love |
| „Baby Boy“       | 1                                                                             | 2003               | 3                                        | —                  | 8                  | 4                  | 12                 | 2                  | 5                  | 5                  | 2                  | - : Платинен - : Сребърен - : Платинен - : Платинен                                                                                      |                                     |   |   |                                                                                                  | Dangerously in Love |
| „Me, Myself & I“ | 4                                                                             | 2003               | 11                                       | 7                  | —                  | 35                 | —                  | 18                 | 41                 | 43                 | 11                 | - : Платинен - : Златен |                                     |   |   |                                                                                                  | Dangerously in Love |
| 2004             | „Naughty Girl“                                                                | 3                  | 9                                        | 2                  | 18                 | 16                 | —                  | 6                  | 18                 | 18                 | 10                 | - : Платинен - : Сребърен - : Златен - : Платинен - : Платинен                                                                           |                                     |   |   |                                                                                                  | Dangerously in Love |
| 2005             | „Check On It“                                                                 | 1                  | 15                                       | 5                  | 32                 | 11                 | —                  | 1                  | 7                  | 11                 | 3                  | - : 2 пъти платинен - : Сребърен - : Платинен                                                                                            | Number 1's                          |   |   |                                                                                                  |                     |
| 2006             | „Déjà Vu“ (с участието на Джей Зи)                                            | 4                  | 12                                       | —                  | 23                 | 9                  | 4                  | 15                 | 3                  | 11                 | 1                  | - : Платинен - : Сребърен - : Златен | B'Day                               |   |   |                                                                                                  |                     |
| 2006             | „Ring The Alarm“                                                              | 11                 | —                                        | —                  | —                  | —                  | —                  | —                  | —                  | 56                 | —                  | - : Платинен | B'Day                               |   |   |                                                                                                  |                     |
| 2006             | „Irreplaceable“                                                               | 1                  | 1                                        | 2                  | 10                 | 11                 | 10                 | 1                  | 9                  | 19                 | 4                  | - : 6 пъти платинен - : Платинен - : Платинен - : 3 пъти платинен - : Платинен                                                           | B'Day                               |   |   |                                                                                                  |                     |
| 2007             | „Listen“                                                                      | 61                 | —                                        | —                  | —                  | 18                 | 3                  | —                  | 10                 | —                  | 8                  | - : Платинен - : Златен - : Златен | B'Day                               |   |   |                                                                                                  |                     |
| 2007             | „Beautiful Liar“ (колаборация с Шакира)                                       | 3                  | 4                                        | 2                  | 1                  | 1                  | 1                  | 1                  | 1                  | 4                  | 1                  | - : 2 пъти платинен - : Златен - : Златен - : Платинен - : Златен - : Златен                                                             | B'Day                               |   |   |                                                                                                  |                     |
| 2007             | „Get Me Bodied“                                                               | 46                 | —                                        | —                  | —                  | —                  | —                  | —                  | —                  | —                  | —                  | - : Платинен | B'Day                               |   |   |                                                                                                  |                     |
| 2008             | „If I Were A Boy“                                                             | 3                  | 3                                        | 4                  | 5                  | 3                  | 1                  | 2                  | 3                  | 1                  | 1                  | - : 6 пъти платинен - : Платинен - : 3 пъти платинен - : 5 пъти платинен - : Златен - : Платинен - : Златен - : Платинен                 | I Am... Sasha Fierce                |   |   |                                                                                                  |                     |
| 2008             | „Single Ladies (Put a Ring on It)“                                            | 1                  | 5                                        | 2                  | 68                 | —                  | 10                 | 2                  | 40                 | 40                 | 7                  | - : 9 пъти платинен - : Платинен - : 5 пъти платинен - : 6 пъти платинен - : Златен - : Платинен                                         | I Am... Sasha Fierce                |   |   |                                                                                                  |                     |
| 2009             | „Diva“                                                                        | 19                 | 40                                       | —                  | —                  | —                  | —                  | 26                 | —                  | —                  | 72                 | - : 2 пъти платинен - : Платинен | I Am... Sasha Fierce                |   |   |                                                                                                  |                     |
| 2009             | „Halo“                                                                        | 5                  | 3                                        | 3                  | 4                  | 5                  | 5                  | 2                  | 4                  | 8                  | 4                  | - : 9 пъти платинен - : 2 пъти платинен - : 5 пъти платинен - : 9 пъти платинен - : Златен - : Платинен - : 2 пъти платинен - : Платинен | I Am... Sasha Fierce                |   |   |                                                                                                  |                     |
| 2009             | „Ego“                                                                         | 39                 | —                                        | —                  | —                  | —                  | —                  | 11                 | —                  | 29                 | 60                 | - : Платинен - : Златен - : Златен | I Am... Sasha Fierce                |   |   |                                                                                                  |                     |
| 2009             | „Sweet Dreams“                                                                | 10                 | 2                                        | 17                 | —                  | 8                  | —                  | 1                  | 16                 | 14                 | 5                  | - : 3 пъти платинен - : Платинен - : Платинен - : Платинен - : Платинен                                                                  | I Am... Sasha Fierce                |   |   |                                                                                                  |                     |
| 2009             | „Broken-Hearted Girl“                                                         | —                  | 14                                       | —                  | —                  | 14                 | —                  | —                  | 62                 | —                  | 27                 | - : Сребърен | I Am... Sasha Fierce                |   |   |                                                                                                  |                     |
| 2009             | „Video Phone“ (с участието на Лейди Гага)                                     | 65                 | 31                                       | —                  | —                  | —                  | —                  | 32                 | —                  | —                  | 58                 | - : Платинен | I Am... Sasha Fierce                |   |   |                                                                                                  |                     |
| 2011             | „Run The World (Girls)“                                                       | 29                 | 10                                       | 16                 | 12                 | 2                  | 20                 | 9                  | 22                 | 22                 | 11                 | - : 4 пъти платинен - : Платинен - : 2 пъти платинен - : 3 пъти платинен - : Златен                                                      | 4                                   |   |   |                                                                                                  |                     |
| 2011             | „Best Thing I Never Had“                                                      | 16                 | 17                                       | 27                 | 61                 | 29                 | —                  | 5                  | 35                 | 44                 | 3                  | - : 3 пъти платинен - : Платинен - : Платинен - : 2 пъти платинен - : Златен - : Платинен                                                | 4                                   |   |   |                                                                                                  |                     |
| 2011             | „Love On Top“                                                                 | 20                 | 20                                       | 65                 | 83                 | —                  | 18                 | 14                 | —                  | —                  | 13                 | - : 4 пъти платинен - : Платинен - : 2 пъти платинен - : 2 пъти платинен - : Златен                                                      | 4                                   |   |   |                                                                                                  |                     |
| 2011             | „Countdown“                                                                   | 71                 | —                                        | 62                 | —                  | —                  | —                  | —                  | 65                 | —                  | 35                 | - : 2 пъти платинен - : Сребърен - : Платинен                                                                                            | 4                                   |   |   |                                                                                                  |                     |
| 2012             | „End of Time“                                                                 | —                  | —                                        | —                  | —                  | —                  | —                  | —                  | —                  | —                  | 39                 | - : Сребърен | 4                                   |   |   |                                                                                                  |                     |
| 2013             | „XO“                                                                          | 45                 | 16                                       | 21                 | 99                 | 68                 | —                  | 10                 | —                  | 50                 | 22                 | - : 2 пъти платинен - : Сребърен - : Платинен - : Платинен - : Златен                                                                    | Beyoncé                             |   |   |                                                                                                  |                     |
| 2013             | „Drunk in Love“ (с участието на Джей Зи)                                      | 2                  | 22                                       | 23                 | 9                  | 70                 | —                  | 7                  | 40                 | 16                 | 9                  | - : 6 пъти платинен - : Платинен - : Платинен - : 4 пъти платинен - : Златен - : Платинен                                                | Beyoncé                             |   |   |                                                                                                  |                     |
| 2014             | „Partition“                                                                   | 23                 | —                                        | 100                | 120                | —                  | —                  | —                  | —                  | —                  | 74                 | - : 4 пъти платинен - : Сребърен - : 2 пъти платинен                                                                                     | Beyoncé                             |   |   |                                                                                                  |                     |
| 2014             | „Pretty Hurts“                                                                | —                  | 47                                       | 78                 | 133                | 83                 | —                  | —                  | 68                 | —                  | 63                 | - : Платинен - : Платинен | Beyoncé                             |   |   |                                                                                                  |                     |
| 2014             | „Flawless“ (с участието на Ники Минаж)                                        | 41                 | —                                        | 88                 | —                  | —                  | —                  | —                  | —                  | —                  | 65                 | - : 3 пъти платинен - : Платинен | Beyoncé                             |   |   |                                                                                                  |                     |
| 2014             | „7/11“                                                                        | 13                 | 41                                       | 27                 | 11                 | 78                 | 96                 | 24                 | 74                 | 55                 | 33                 | - : 2 пъти платинен - : Златен - : 2 пъти платинен - : Златен - : Златен                                                                 | Beyoncé: Platinum Edition           |   |   |                                                                                                  |                     |
| 2016             | „Formation“                                                                   | 10                 | 17                                       | 32                 | 24                 | 74                 | —                  | —                  | —                  | —                  | 31                 | - : 3 пъти платинен - : Златен - : Платинен                                                                                              | Lemonade                            |   |   |                                                                                                  |                     |
| 2016             | „Sorry“                                                                       | 11                 | 74                                       | 40                 | 62                 | —                  | —                  | —                  | —                  | 82                 | 33                 | - : 3 пъти платинен - : Платинен | Lemonade                            |   |   |                                                                                                  |                     |
| 2016             | „Hold Up“                                                                     | 13                 | 25                                       | 37                 | 14                 | —                  | —                  | —                  | —                  | 77                 | 11                 | - : 2 пъти платинен - : Сребърен - : Златен - : Платинен                                                                                 | Lemonade                            |   |   |                                                                                                  |                     |
| 2016             | „All Night“                                                                   | 38                 | —                                        | 73                 | 71                 | —                  | —                  | —                  | —                  | —                  | 60                 | - : Платинен - : Златен | Lemonade                            |   |   |                                                                                                  |                     |
| 2017             | „Perfect Duet“ (колаборация с Ед Шийрън)                                      | 1                  | —                                        | 1                  | —                  | —                  | —                  | 1                  | 4                  | 1                  | —                  | - : 2 пъти платинен - : Платинен | Невключен в албум                   |   |   |                                                                                                  |                     |
| 2019             | "Spirit"                                                                      | 98                 | 99                                       | 92                 | —                  | —                  | —                  | —                  | —                  | —                  | 59                 | | The Lion King: The Gift (саундтрак) |   |   |                                                                                                  |                     |
| 2019             | "Brown Skin Girl" (колаборация с Saint Jhn и Wizkid, с участието на Blue Ivy) | 76                 | —                                        | 60                 | —                  | —                  | —                  | —                  | —                  | —                  | 42                 | - : Златен - : Златен | The Lion King: The Gift (саундтрак) |   |   |                                                                                                  |                     |
| 2022             | "Break My Soul"                                                               | 1                  | 6                                        | 4                  | 18                 | 42                 | 64                 | 14                 | 15                 | 30                 | 2                  | - : Платинен - : Сребърен - : Златен - : Платинен - : Златен - : Златен - : Платинен                                                     | Renaissance                         |   |   |                                                                                                  |                     |
| 2022             | "Cuff It"                                                                     | 13                 | 8                                        | 26                 | 36                 | 29                 | —                  | 3                  | 18                 | 35                 | 5                  | - : Платинен - : Диамантен - : Платинен - :Платинен - : Платинен                                                                         | Renaissance                         |   |   |                                                                                                  |                     |
| 2024             | "Texas Hold 'Em"                                                              | 1                  | 2                                        | 1                  | 4                  | 4                  | 47                 | 1                  | 47                 | 2                  | 1                  | - : Платинен - : Златен - : 2 пъти платинен - : Платинен - : Златен - : Златен - :Платинен - : Златен - : Платинен                       | Cowboy Carter                       |   |   |                                                                                                  |                     |
| 2024             | "II Most Wanted" (колаборация с Майли Сайръс)                                 | 6                  | 16                                       | 17                 | 63                 | —                  | —                  | 17                 | —                  | 24                 | 9                  | - : Златен | Cowboy Carter                       |   |   |                                                                                                  |                     |

### Сингли като партниращ си артист
| Година | Заглавие                                                                          | Позиция в класация | Позиция в класация | Позиция в класация | Позиция в класация | Позиция в класация | Позиция в класация | Позиция в класация | Позиция в класация | Позиция в класация | Позиция в класация | Сертификати |
| Година | Заглавие                                                                          |                    |                    |                    |                    |                    |                    |                    |                    | [ 17 ]             |                    | Сертификати |
| ------ | --------------------------------------------------------------------------------- | ------------------ | ------------------ | ------------------ | ------------------ | ------------------ | ------------------ | ------------------ | ------------------ | ------------------ | ------------------ | --- |
| 2000   | „I Got That“ (песен на Амил, с участието на Бионсе)                               | —                  | —                  | —                  | —                  | —                  | —                  | —                  | —                  | —                  | —                  | |
| 2002   | „'03 Bonnie & Clyde“ (песен на Джей Зи, с участието на Бионсе)                    | 4                  | 2                  | 4                  | 25                 | 6                  | 8                  | 4                  | 14                 | 1                  | 2                  | - : Златен - : Сребърен - : Платинен                                                                                                |
| 2007   | „Hollywood“ (песен на Джей Зи, с участието на Бионсе)                             | —                  | 98                 | —                  | —                  | —                  | —                  | —                  | —                  | —                  | —                  | |
| 2007   | „Until The End Of Time“ (песен на Джъстин Тимбърлейк, с участието на Бионсе)      | 17                 | —                  | —                  | —                  | —                  | —                  | 31                 | 60                 | —                  | —                  | |
| 2008   | „Love In This Club Part II“ (песен на Ъшър, с участието на Лил Уейн & Бионсе)     | 18                 | 96                 | 69                 | —                  | —                  | —                  | —                  | —                  | —                  | —                  | - : Златен |
| 2009   | „Put It In A Love Song“ (песен на Алиша Кийс, с участието на Бионсе)              | —                  | 18                 | 71                 | —                  | —                  | —                  | 24                 | —                  | —                  | —                  | - : Златен |
| 2010   | „Telephone“ (песен на Лейди Гага, с участието на Бионсе)                          | 3                  | 3                  | 3                  | 3                  | 3                  | 2                  | 3                  | 2                  | 4                  | 1                  | - : 3 пъти платинен - : Платинен - : 3 пъти платинен - : 3 пъти платинен - : Златен - : Златен - : Платинен - : Платинен - : Златен |
| 2011   | „Lift Off“ (песен на Джей Зи и Кание Уест, с участието на Бионсе)                 | —                  | 81                 | —                  | —                  | —                  | —                  | —                  | —                  | —                  | 48                 | |
| 2014   | „Part II (On The Run)“ (песен на Джей Зи, с участието на Бионсе)                  | 77                 | —                  | —                  | 187                | —                  | —                  | —                  | —                  | —                  | 93                 | |
| 2014   | „Say Yes“ (песен на Мишел Уилямс, с участието на Кели Роуланд и Бионсе)           | —                  | —                  | —                  | 90                 | —                  | —                  | —                  | —                  | —                  | 106                | |
| 2015   | „Runnin' (Lose It All)“ (песен на Наути Бой с участието на Кели Роуланд и Бионсе) | 90                 | 22                 | 61                 | 18                 | 85                 | 59                 | 10                 | 70                 | 23                 | 4                  | - : Златен - : Платинен - : Златен - : Златен - : Златен                                                                            |
| 2017   | „Shining“ (песен на ДиЖей Келъд, с участието на Бионсе и Джей Зи)                 | 57                 | 93                 | 72                 | 74                 | —                  | —                  | —                  | —                  | —                  | 71                 | - : Платинен |
| 2017   | „Mi Gente“ (Remix) (песен на Джей Балвин и Уили Уилям, с участието на Бионсе)     | 3                  | 11                 | 2                  | —                  | 3                  | —                  | 39                 | 32                 | 16                 | —                  | - : Диамантен 68 пъти платинен - Латино) - : Платинен                                                                               |
| 2017   | „Walk on Water“ (песен на Еминем, с участието на Бионсе)                          | 14                 | 10                 | 22                 | 13                 | 16                 | 22                 | 18                 | 7                  | 5                  | 7                  | - : Златен - : Сребърен - : Платинен - : Златен                                                                                     |
| 2018   | „Top Off“ (песен на ДиЖей Келъд, с участието на Бионсе, Фючър и Джей Зи)          | 22                 | —                  | 48                 | 55                 | 98                 | —                  | —                  | 60                 | 66                 | 41                 | |
| 2020   | "Savage (Remix)" (песен на Мегън Тей Стальон, с участието на Бионсе)              | 1                  | —                  | 9                  | 19                 | —                  | 28                 | 2                  | —                  | —                  | —                  | - : Златен |

### Промоционални сингли
| Година | Заглавие                             | Позиция в класация | Позиция в класация | Позиция в класация | Позиция в класация | Позиция в класация | Позиция в класация | Позиция в класация | Позиция в класация | Позиция в класация | Позиция в класация | Албум                     |    |   |                     |
| ------ | ------------------------------------ | ------------------ | ------------------ | ------------------ | ------------------ | ------------------ | ------------------ | ------------------ | ------------------ | ------------------ | ------------------ | ------------------------- | -- | - | ------------------- |
| Година | Заглавие                             | 2002               | „Work It Out“      | —                  | 21                 | —                  | 87                 | 75                 | —                  | 36                 | 23                 | Албум                     | 48 | 7 | Dangerously In Love |
| 2003   | „Fighting Temptation“                | —                  | —                  | —                  | —                  | 54                 | —                  | —                  | —                  | 42                 | —                  | Невключен в албум         |    |   |                     |
| 2003   | „Daddy“                              | —                  | —                  | —                  | —                  | —                  | —                  | —                  | —                  | —                  | —                  | Dangerously In Love       |    |   |                     |
| 2003   | „Summertime“                         | —                  | —                  | —                  | —                  | —                  | —                  | —                  | —                  | —                  | —                  | Невключен в албум         |    |   |                     |
| 2005   | „Wishin On A Star“                   | —                  | —                  | —                  | —                  | —                  | —                  | —                  | —                  | —                  | —                  | Невключен в албум         |    |   |                     |
| 2006   | „Upgrade U“ (с участието на Джей Зи) | 59                 | —                  | —                  | —                  | —                  | —                  | —                  | —                  | —                  | —                  | B'Day                     |    |   |                     |
| 2007   | „Green Light“                        | —                  | —                  | —                  | —                  | —                  | —                  | —                  | —                  | —                  | —                  | B'Day                     |    |   |                     |
| 2008   | „At Last“                            | 67                 | —                  | 79                 | —                  | —                  | —                  | —                  | —                  | —                  | —                  | Невключен в албум         |    |   |                     |
| 2010   | „Fever“                              | —                  | —                  | —                  | —                  | —                  | —                  | —                  | —                  | —                  | —                  | I Am... Sasha Fierce      |    |   |                     |
| 2010   | „Why Don't You Love Me“              | —                  | 73                 | —                  | —                  | 4                  | —                  | —                  | —                  | —                  | 51                 | I Am... Sasha Fierce      |    |   |                     |
| 2011   | „1+1“                                | 57                 | —                  | 82                 | —                  | —                  | —                  | —                  | —                  | —                  | 71                 | 4                         |    |   |                     |
| 2011   | „Party“ (с участието на Андре 3000)  | 50                 | —                  | —                  | —                  | —                  | —                  | —                  | —                  | —                  | —                  | 4                         |    |   |                     |
| 2014   | „Ring Off“                           | —                  | —                  | —                  | 110                | —                  | —                  | —                  | —                  | —                  | 81                 | Beyoncé: Platinum Edition |    |   |                     |
| 2016   | „Freedom“                            | 35                 | 62                 | 60                 | 53                 | —                  | —                  | —                  | —                  | —                  | 40                 | Lemonade                  |    |   |                     |
| 2016   | „Daddy Lessons“                      | 41                 | —                  | 62                 | 90                 | —                  | —                  | —                  | —                  | 73                 | 40                 | Lemonade                  |    |   |                     |